# Kernel (Betriebssystem)
Ein Kernel (englisch [ˈkɝːnəl], übersetzt Kern), auch Betriebssystemkern (oder verkürzt Systemkern), ist der zentrale Bestandteil eines Betriebssystems. In ihm ist die Prozess- und Datenorganisation festgelegt, auf der alle weiteren Softwarebestandteile des Betriebssystems aufbauen. Er bildet die unterste Softwareschicht des Systems und hat direkten Zugriff auf die Hardware. Weitere Softwarekomponenten eines Betriebssystems liegen in der Regel in einer übergeordneten Schicht. Die Konstruktion eines Betriebssystem-Kernels gehört zum Themenbereich der Informatik und der Softwaretechnik.
Gängige Anforderungen an einen Kernel sind Parallelverarbeitung verschiedener Aufgaben (Multitasking), Einhaltung zeitkritischer Grenzen, Offenheit für unterschiedlichste Anwendungen und Erweiterungen.

## Bestandteile
Ein Kernel (abhängig von der Struktur) ist in Schichten (oder Layer, siehe Schichtenarchitektur) aufgeteilt, wobei die unteren (maschinennahen) Schichten die Basis für die darüber liegenden bilden. Die oberen Schichten können Funktionen der unteren Schichten aufrufen, aber nicht umgekehrt.
Folgende Schichten sind vorhanden (von unten nach oben):
- Schnittstelle zur Hardware (Geräte, Speicher, Prozessoren)
- Speicherverwaltung (evtl. einschließlich virtuellem Hauptspeicher)
- Prozessverwaltung (auch Scheduler genannt)
- Geräteverwaltung (auch Device Management genannt)
- Dateisysteme

Die Struktur von monolithischem Kernel, Mikrokernel und Hybridkernel im Vergleich

Wenn alle diese Funktionen im Kernel selbst integriert sind, spricht man von einem monolithischen Kernel. Bei einem Mikrokernel hingegen finden wesentliche Teile in getrennten Prozessen statt.
Eine Zwischenstufe stellt der Hybridkernel dar, bei dem eine Teilmenge der Funktionen Teil des Kernels und der Rest ausgelagert ist.
Neben den genannten Varianten existieren zudem Exokernel, die sich darauf beschränken, die Hardware zwischen den Prozessen aufzuteilen. Alle weiteren Schritte werden den Prozessen selbst überlassen. Der Einsatz von Exokerneln ist selten.
Der Kernel selbst läuft im sogenannten Kernel-Mode, zusammen mit Gerätetreibern und anderen hardwarenahen Anwendungen. Der Kernel ist vom Kernel-Mode zu unterscheiden. Bei Windows NT ist nicht jede Anwendung, die im Kernel-Mode läuft, auch Teil des Kernels. So laufen neben dem eigentlichen Kernel (ntoskrnl.exe) noch andere Anwendungen im Kernel-Mode, z. B. die Hardware Abstraction Layer (hal.dll).

## Aufgaben
Ein Betriebssystem-Kernel hat die folgenden Aufgaben:
- Schnittstelle zu Anwenderprogrammen (Starten, Beenden, Ein-/Ausgabe, Speicherzugriff)
- Kontrolle des Zugriffs auf Prozessor, Geräte, Speicher (Scheduler, Gerätetreiber, Speicherschutz). Möglichst alleiniger Zugriff des Kernels auf diese Ressourcen.
- Verteilung der Ressourcen wie zum Beispiel der Prozessorzeit bzw. der Prozessoren auf die Anwenderprogramme.
- Strukturierung der Ressourcen, etwa Abbildung von Dateisystemen auf blockorientierte Geräte wie Festplattenlaufwerke, Netzwerkstack auf Netzwerkkarten.
- Auflösung von Zugriffskonflikten, etwa Verriegelung bei Mehrprozessorsystemen, Warteschlangen bei knappen Ressourcen.
- Virtualisierung der Ressourcen (Prozessor: Prozesse, Festplatte: Dateien, Netzwerkkarte: z. B. Sockets, Speicher: virtueller Speicher, Geräte: Spezialdateien).
- Überwachung von Zugriffsrechten auf Dateien und Geräte bei Mehrbenutzersystemen.[1]

## Prozesse
Zur Realisierung eines Betriebssystems wird oft das Konzept des Prozesses (Task) verwendet. Ein Prozess enthält (mindestens) einen Registersatz des Prozessors und kann über den Scheduler angehalten und wieder gestartet werden. Jeder Prozess hat kontrollierten Zugriff auf einen Teil des Speichers sowie Ein- und Ausgabekanäle, die auf Dateien oder Geräte zugreifen. Mit dem Betriebssystem-Kernel kommuniziert er über Systemaufrufe. Ein Programm läuft normalerweise in genau einem, in Ausnahmefällen auch in mehreren Prozessen. Auch manche Systemdienste laufen innerhalb von Prozessen.

## Starten
Beim Booten eines Rechners wird nach einem möglichen Hardwarecheck und einer teilweisen Geräte-Initialisierung der Kernel mithilfe eines Bootloaders in den Speicher geladen und gestartet. Der Kernel initialisiert dann die Geräte vollständig und startet einen weiteren Prozess. Bei MS-DOS ist das ein Kommandozeileninterpreter, bei komplexeren Betriebssystemen eine bestimmte Anwendung. Bei unixoiden Systemen ist dies normalerweise init, welches alle Systemdienste lädt und – gegebenenfalls nach einem Login – eine grafische Benutzeroberfläche startet.

## Arten
Können auf einem Kernel mehrere Prozesse gleichzeitig laufen, spricht man von Multitasking-Kerneln. In Wirklichkeit wird jedoch von der CPU immer nur ein Prozess gleichzeitig behandelt (außer bei Mehrkernsystemen). Den Wechsel regelt in den meisten Fällen der Scheduler. Wird ein Multitasking-Kernel durch eine Zugriffsverwaltung auf Prozesse und Geräte ergänzt, erhält man ein Multiuser-(oder Mehrbenutzer-)System. Darauf können mehrere Benutzer gleichzeitig arbeiten. Jeder Benutzer muss sich einloggen (Authentifizierung). Der Kernel teilt jeden Prozess einem Benutzer zu; ein Benutzer kann mehrere Prozesse besitzen. Abhängig vom Benutzer werden Prozessrechte eingeschränkt. Der Kernel ist für die Separation der Prozesse und damit der Benutzer zuständig.
Obwohl heutige Desktopsysteme in der Regel nur von einem Benutzer gleichzeitig verwendet werden, sind sie als Mehrbenutzersystem ausgelegt. Zum einen können dann mehrere Nutzer mit jeweils eigenen Rechten und Präferenzen das System verwenden und zum anderen besteht die Möglichkeit, dass neben dem Nutzer, der den Rechner direkt benutzt, ein anderer von einem anderen Rechner aus andere Programme ausführt. Zusätzlich werden die Systemdienste unter anonymen Benutzern gestartet. Jedem Systemdienst und jedem Benutzer können dadurch eigene, eingeschränkte Zugriffsrechte eingeräumt werden, die für die Arbeit nötig sind, wodurch sich die Systemsicherheit drastisch erhöht.

## Trivia
Bei Commodore hieß der Kernel lange Zeit „Kernal“. Gerüchten zufolge ergab sich das aus einem Schreibfehler in den Handbüchern zu den Commodore-Computern, der dann kurzerhand von Commodore als eigener Begriff für den Kernel erklärt und nachträglich als Backronym umgedeutet wurde: „Keyboard Entry Read, Network, And Link“.